# Famille de Lacy
Pour les articles homonymes, voir Lacy.
La famille de Lacy, qui tient son nom du toponyme Lassy dans le Calvados, est une famille du baronnage anglo-normand qui s'établit en Angleterre après la conquête normande de l'Angleterre.
Il existe en réalité deux familles de Lacy. La première est représentée par Ilbert et Gautier, deux frères qui sont des petits vassaux d'Odon, l'évêque de Bayeux, en Normandie. Ils émigrent en Angleterre en 1066 ou peu après, et fondent deux branches. Ilbert et ses descendants tiennent l'honneur de Pontefract dans le Yorkshire, et Walter, l'honneur de Weobley dans le Herefordshire.
La seconde famille descend de Aubreye de Lacy, épouse de Robert de Lisours, liée au Lacy de Pontefract, probablement fille de Robert de Lacy. Son arrière-petit-fils Roger de Lisours prend le nom de Lacy et hérite de l'honneur de Pontefract, qui était tenu par le lignage éteint de Ilbert de Lacy.

## Histoire de la première famille
Ilbert et Gautier de Lacy sont deux frères, hommes de l'évêque Odon de Bayeux, qui partagent un petit fief centré sur Lassy, et qui doit un service de deux chevaliers. Ils émigrent en Angleterre en 1066 ou peu après, et deviennent d'importants membres du baronnage anglo-normand.

### Lords de Pontefract

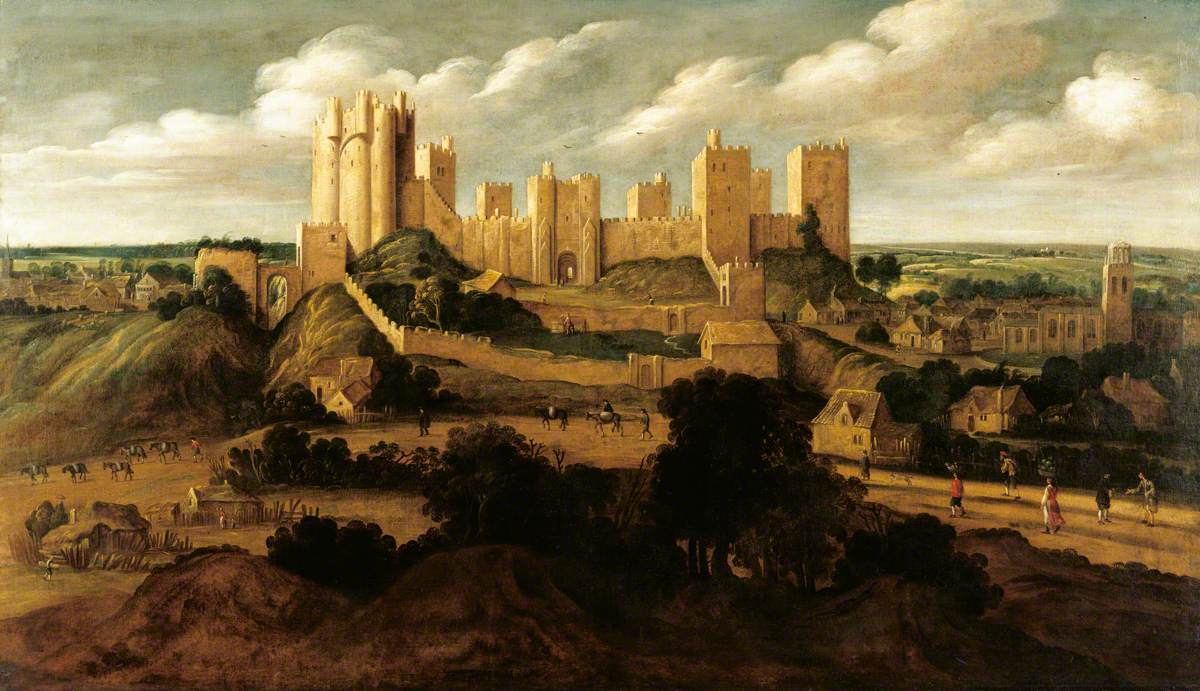
Le château de Pontefract au début du XVII

Ilbert, qui est probablement l'aîné, est d'abord un tenant d'Odon de Bayeux pour 35 seigneuries, puis se voit confier l'important honneur compact de Pontefract dans le Yorkshire. Il construit le château de Pontefract qui est quelques siècles plus tard le théâtre de l'assassinat de Richard II d'Angleterre. C'est un territoire stratégique qui contrôle les routes se dirigeant vers le nord-est du royaume.
Son fils Robert (I) lui succède probablement entre 1091 et 1100. L'honneur est perdu vers 1114 quand Henri Ier le bannit du royaume, mais apparemment pas de Normandie. Avant 1118, le roi donne l'honneur à Hugues de Laval, oncle et tuteur de Guy, seigneur de Laval, qui semble lié à la famille de Lacy. À sa mort sans descendance, l'honneur est transmis à Guillaume Maltravers, un administrateur et financier efficace entré au service du roi. D'après Jean de Hexham, dès que la mort de Henri Ier est connue (1135), un chevalier de l'honneur assassine Maltravers, ce qui permet un retour à la tête de l'honneur de Ilbert (II) de Lacy, le fils de Robert.
Après la mort de Ilbert (II) en 1141, son frère Henri lui succède, puis Robert (III), le fils de ce dernier. Le lignage s'éteint en 1193, à la mort de Robert (III). Par Aubreye, une femme de cette branche, probablement une sœur de Robert (I), mais peut-être une demi-sœur utérine de Henri de Lacy, Robert de Lisours hérite des honneurs de Clitherhoe et Pontefract en 1094. Il prend le toponyme de Lacy et fonde la seconde famille.

### Lords de Weobley

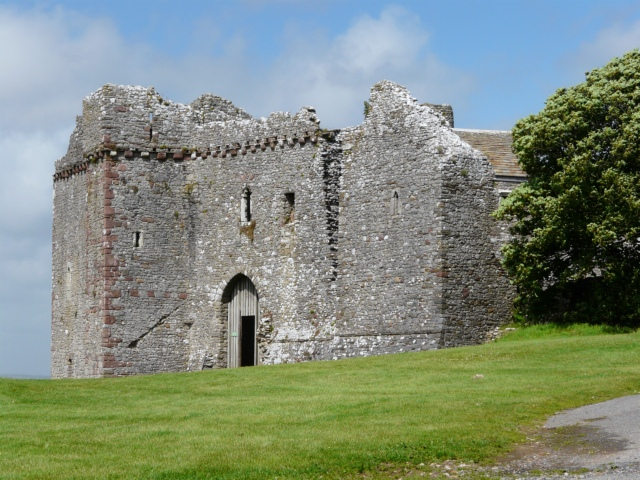
Château de Weobley

Gautier est installé par Guillaume le Conquérant dans le sud des marches galloises près de Guillaume FitzOsbern, 1er comte d'Hereford, en 1067. Il établit son centre de commandement à Weobley, village qui donne ensuite son nom à l'honneur qu'il se constitue. Il est le second plus important baron du sud des marches après le comte d'Hereford. Quand Roger de Breteuil, 2e comte d'Hereford, le fils et héritier de Guillaume FitzOsbern, se révolte en 1075, Gautier se range du côté du roi. Il devient un tenant en chef du roi pour certaines des terres perdues par le comte.
Dans le Domesday Book, son fils Roger est enregistré comme tenant 14 seigneuries en propre, et en ayant inféodées 50. Ses domaines sont principalement dans le Herefordshire et le Gloucestershire, mais il en a aussi dans d'autres comtés. Il participe à la rébellion de 1088 et à la conspiration de 1095 contre le roi Guillaume le Roux. Banni d'Angleterre, son frère Hugues est autorisé à lui succéder. À sa mort sans descendance mâle vers 1115, l'honneur de Weobley est disputé entre plusieurs héritiers, et sa fille Sibylle et son mari Pain FitzJohn en obtiennent le contrôle. Sous le règne d'Étienne d'Angleterre, Gilbert de Lacy essaie de reconstituer son patrimoine. Son ennemi Roger FitzMiles, 2e comte d'Hereford, l'expulse des marches. Gilbert s'attache au service du futur Henri II d'Angleterre et entre en faveur. Henri lui permet de retrouver son honneur lord de son accession au trône. Son fils Hugues reçoit, en 1172, le comté de Meath, en Irlande. Il tient toujours l'honneur de Weobley et les fiefs de Lassy et de Campeaux en Normandie. Son fils Gauthier lui succède, et son cadet Hugues continue l'invasion de l'est de la province de l'Ulster durant la conquête normande de l'Irlande. Il est créé comte d'Ulster en 1205.
Ce lignage s'éteint au début des années 1240. Walter (II) décède après son fils et son petit-fils en 1241, et Hugues (III) meurt sans descendance en 1242. Le roi Henri III en profite pour marier les filles de Walter (II) à des favoris, et les possessions de cette branche sont partagées entre les deux héritières, Margery et Mathilde.

### Membres importants
- Ilbert († v. 1093), lord de Pontefract, ancêtre de la branche aînée des Lacy. Il se voit confier l'important honneur compact de Pontefract dans le Yorkshire.
- Gautier († 1085), lord de Weobley et frère d'Ilbert, est un important baron anglo-normand. Il combat aux côtés de Guillaume FitzOsbern contre les Gallois de Brecknock et de Gwent. En 1075, il est le second plus important baron du sud des marches galloises. Il semble s'être lié à Roger II de Montgommery, le comte de Shrewsbury. Durant la révolte des comtes en 1075, il reste loyal au roi et participe à la répression du mouvement. Il en est très certainement récompensé par la suite.
- Roger (mort avant 1129), son fils, participe à la rébellion de 1088 et à la conspiration de 1095 contre le roi Guillaume le Roux. Banni d'Angleterre, son frère Hugues est autorisé à lui succéder. À sa mort, ses terres sont partagées entre Pain FitzJohn, Joce de Dinan, et Miles de Gloucester.
- Gilbert, échoue à reconstituer la plupart de l'honneur original sous le règne d'Étienne d'Angleterre. Il avait néanmoins succédé aux fiefs de Lassy et Campeaux en Normandie avant 1133. Durant la guerre civile pour la couronne d'Angleterre entre Étienne et Mathilde l'Emperesse, il prend le parti de l'Emperesse, déçu de ne pouvoir obtenir du roi la restitution des terres de son père en Angleterre du roi. Entré en faveur du futur Henri II, il obtient la restitution du patrimoine. En 1158-1159, il transmet ses terres à son fils aîné Robert (II) et rejoint l'ordre du Temple.
- Hugues (II) († 1186), lord de Weobley et lord de Meath, succède à son frère Robert. Il accompagne Henri II en Irlande en 1171. En 1172, il obtient le comté de Meath, en Irlande. Après la mort de Richard Strongbow de Clare, 2e comte de Pembroke, il est appointé gouverneur d'Irlande. Il prend des décisions qui disconviennent à Henri II et il est finalement remplacé à cette fonction en 1184. Il est assassiné par les Irlandais en 1186.
- Walter (I) (v.1169-1241), lord de Meath, a des difficultés à récupérer le comté de Meath, car Jean, le fils d'Henri II, le contrôle durant sa courte présence à la tête de l'Irlande. Après la rébellion de John, Richard Cœur de Lion l'appointe co-justicer de l'Irlande avec John de Courcy. Il entre en Conflit avec le roi Jean, ses terres sont confisquées. Durant la révolte des barons, il s'allie avec le roi et rentre en grâce. Avant 1215, il a récupéré toutes ses terres. Criblé de dettes et sans descendance mâle en vie, Henri III en profite pour marier ses deux filles Margery et Mathilde à deux de ses favoris, respectivement John de Verdon et Pierre de Genève (en).
- Hugues (III) († 1242), 1er comte d'Ulster, reçoit de son frère quelques baronnies en Irlande avant 1199. En 1205, il est créé comte d'Ulster après avoir capturé John de Courcy. En 1210, il est expulsé de l'Ulster et doit se réfugier en Écosse. Il participe à la croisade des Albigeois, et est présent au siège de Toulouse en 1216. En 1223, il débarque en Irlande et ravage les terres de ses ennemis. Il est capturé et emprisonné en 1225. Finalement, il est restauré en 1227. Il meurt en 1242 sans descendance mâle, ses fils l'ayant précédés dans la mort. Ses terres reviennent à la couronne.

## Histoire de la seconde famille
Par Aubreye, épouse de Robert de Lisours, liée au Lacy de Pontefract, probablement fille de Robert de Lacy ou peut-être demi-sœur utérine de Henri de Lacy. Lorsque sa fille Aubrée meurt en 1194, elle transmet à son petit-fils Roger de Lisours les honneurs de Clitherhoe et Pontefract dont elle avait hérités en 1193. Roger prend alors le toponyme de Lacy. Il avait déjà hérité de son père John, le constable de Chester, le principal officiel des comtes de Chester.
John de Lacy est l'un des 25 barons chargés de vérifier l'application de la Magna Carta en 1216. En 1232, par un arrangement entre le comte de Chester et le roi Henri III, sa femme hérite du titre de comte de Lincoln, et il est autorisé à porter le titre. Il devient un important conseiller royal. Son petit-fils Henri meurt sans descendance mâle en 1311 et la lignée s'éteint. Lors du mariage de sa fille Alice à Thomas de Lancastre, 2e comte de Lancastre et de Leicester, en 1297, un arrangement avait été passé pour que tout le patrimoine familial revienne à la maison de Lancastre.

### Membres importants
- Roger († 1211), lord de Pontefract, Clitheroe, Penwortham, Widnes et Halton. Il prend le toponyme de Lacy en 1194 quand il hérite de sa grand-mère Aubrée. En 1203, il commande le Château-Gaillard. Il résiste vaillamment au siège de la forteresse par Philippe Auguste entre août 1203 et mars 1204 mais finit par se rendre[6].
- John († 1240), constable de Chester, 3e comte de Lincoln, rentre en possession de l'héritage familial en 1213 en paiement d'une amende énorme de 7 000 livres sterling. Durant la révolte baroniale (1215-1217), il rejoint le mouvement et devient le commandant des forces rebelles pour le Yorkshire et le Nottinghamshire. Il est l'un des 25 barons chargés de vérifier l'application de la Magna Carta. Après la défaite des troupes rebelles à la bataille de Lincoln en 1217, il fait allégeance à Henri III. En 1218, il s'embarque pour la cinquième croisade avec suzerain le comte de Chester. Dans les années suivantes, il est au service royal. En 1232, il est autorisé à succéder au titre de comte de Lincoln en droit de sa femme Marguerite de Quincy, après un arrangement voulu par Ranulph de Blondeville, le comte de Chester, et accepté par le roi. Il devient l'un des principaux conseillers royaux, et en 1237 obtient la garde des terres des comtes de Chester. Son fils Edmond lui succède en 1248, et reçoit le titre de comte de sa mère en 1255.
- Henri (1249–1311), 5e comte de Lincoln, comte de Salisbury, est un confident du roi Édouard Ier.
- Alice (1281–1348), comtesse de Lincoln et Salisbury

## Généalogie

### Première famille
```
?
│
├─> Ilbert († v. 1093), lord de Pontefract
│   │
│   └─> Robert (I) († av. 1129), lord de Pontefract jusque vers 1114
│       │
│       ├─> Ilbert (II) († 1141), lord de Pontefract après 1135
│       │   × Alice de Gand
│       │
│       └─> Henri († 1177), lord de Blackburnshire 
│       ¦   │
│       ¦   └─> Robert (III) († 1193), lord de Pontefract
│       ¦       × 
Isabelle de Warenne

│       ¦
│       └─> Aubreye, possible demi-sœur utérine de Henri, ou fille de Robert
│           × Robert de Lisours
│           │
│           └─>  
Seconde famille

│
│
└─> 
Gautier
 († 1085), lord de Weobley
    │
    ├─> Gautier, abbé de l'abbaye de Gloucester
    │
    ├─> Hugues (I) († v. 1115), lord de Weobley après 1095
    │   │
    │   └─> Sibylle × 
Pain FitzJohn
 († 1137)
    │
    └─> Roger, lord de Weobley, exilé en 1095
        └─> 
Gilbert
 (actif entre 1133 et 1163), lord de Weobley après 1135
            │
            ├─> Robert (II) († 1162), lord de Weobley, succède à son père en 1158/9
            │
            └─> 
Hugues
 (II) († 1186), lord de Weobley, lord de Meath
                × Rose, veuve de Baderon de Monmouth
                │
                ├─> 
Walter
 (I) (v.1169-1241), lord de Meath
                │   │
                │   ├─> Gilbert (II) († 1230)
                │   │   × 
Isabelle Bigot

                │   │   │
                │   │   ├─> Walter (II) († av. 1241)
                │   │   │
                │   │   ├─> Margery × John de Verdon
                │   │   │
                │   │   └─> Mathilda × 
Pierre de Genève
 
(en)
 ; × Geoffroy de Joinville
                │   │
                │   └─> Egidia × 
Richard de Burgh

                │
                └─> 
Hugues
 (III) († 1242), 
1
er
 
comte d'Ulster

                    × Lesceline de Verdun, fille de 
Bertram III de Verdun

                    │
                    ├─> Matilde × David, baron de Naas
                    ├─> une fille × Miles de Nangle
                    └─> Rose × 
Alan de Galloway
```

### Seconde famille
```
Aubreye
× Robert de Lisours
│
└─> Aubreye de Lisours († 1194)
    ×(2) Richard FitzEustache, lord de Halton
    │
    └─> 
John FitzEustache
 († 1190)
        × 
Alice de Vere

        │
        └─> 
Roger
 († 1211), lord de Pontefract et de Halton
            │
            └─> 
John
 († 1240), 
constable
 de Chester, 
3
e
 
comte de Lincoln

                × 
Marguerite de Quincy

                │
                ├─> 
Mahaut
 († 1287/89) 
                │   × 
Richard de Clare
, 
5
e
 
comte de Hertford

                │
                └─> Edmund († 1258), 
4
e
 
comte
 de Lincoln
                    × Alice, fille de Manfred (III), marquis de Saluzzo
                    │
                    └─> 
Henri
 († 1311), 
5
e
 
comte
 de Lincoln, comte de Salisbury
                        × 
Marguerite de Longue-Épée
 († 1309), comtesse de Salisbury
                        │
                        └─> 
Alice
 († 1348), comtesse de Lincoln et de Salisbury
                            × 
Thomas de Lancastre
, 
2
e
 
comte
 de Leicester et de Lancastre
                            × 
Eubulus le Strange
, lord Strange de Knockin
                            × 
Hugh de Freyne
, lord de Freyne
```